# Veliko Nabrđe
Veliko Nabrđe bivše je naselje u Hrvatskoj, a nalazilo se je u blizini današnjeg naselja Gašinci u Osječko-baranjskoj županiji.

## O naselju
Veliko Nabrđe prvi se puta spominje u pisanim dokumentima iz 1422. godine kao "Naburgia", 1428. nosi naziv "Naborgya", a 1474. godine naziv "Nabergye".
U "Županijskom vjesniku" (Osijek) navodi se da je 1432. godine Nabrđe bilo "Sijelo kotara", te da mu pripadaju sela Brežnica, Blažinci i Kamenica.
Josif Bosendorfer u "Crticama iz Slavonije" nešto je opširniji i navodi mjesta Boževrce, Veliki i Mali Rogovac, Rakoš i druga sela.
Osim Brežnice, ostala su sela napuštena i stanovnici su se preselili u Veliko Nabrđe. Nazivi spomenutih sela ostaju u upotrebi, doduše kao imena polja i livada u ataru sela Velikog Nabrđa. Jedino je Paulj ostao kao zaselak s više kuća i stanovnika. U selu je postojala pravoslavna crkva Uspenja presvete Bogorodice.
Tokom Drugog svjetskog rata naselje je pretrpilo uništavanje infrastrukture i progon stanovništva. Prema svjedočenu mještanke Mirjane Kon, rođene Jovanović, drugom polovicom 1941. godine seoski je pravoslavni svećenik Marko Vitas protjeran skupa sa svojom obitelji, a nedugo zatim selo je prisilno prevedeno na katoličku vjeru. Aleksandar Jovanović, autor knjige "Iščupani koreni Velikog Nabrđa", za United States Holocaust Museum izjavio je da su dana 15. srpnja 1942. godine ustaške vlasti  u selu ustanovile dočasničku školu u koju su dovedeni ustaški vojnici iz Zagreba. U selo je potom uveden policijski sat i zabrana izlaska, premda su se ustaški vojnici prema stanovništvu ophodili normalno, čak im pomažući tokom žetve. Ipak, u rano jutro 11. kolovoza 1942. godine, selo je opkoljeno, a vlasti NDH naredile su da se svo srpsko stanovništvo Velikog Nabrđa te susjednih srpskih sela Paučja, Borovika i Čenkova protjera te sprovede u Đakovo, odakle su stočnim vagonima odvedeni u logore Jasenovac i Stara Gradiška. Prema podacima Spomen područja Jasenovac, utvrđen je identitet 316 osoba porijeklom iz Velikog Nabrđa stradalih u ustaškim logorima. Početkom siječnja 1945. godine selo je napala 11. njemačka zrakoplovna divizija iz Đakova, a napad je odbio 1. bataljon čehoslovačke partizanske brigade "Jan Žiška". Nakon rata, povratnici su selo uspjeli dobrim dijelom obnoviti, ali je ono skupa sa susjednim Malim Nabrđem raseljeno 1963. godine na zahtjev Jugoslavenske narodne armije radi izgradnje vojnog poligona. Primorani prodati svoju imovinu državi, stanovnici su novi dom potražili diljem Jugoslavije, a prema svjedočenju bivšeg mještanina Save Vlaisavljevića, najviše ih se je naselilo u Inđiji.

## Stanovništvo
| broj stanovnika | 578   | 658   | 543   | 614   | 661   | 792   | 715   | 920   | 413   | 428   | 456   |       |       |       |       |       |
|                 | 1857. | 1869. | 1880. | 1890. | 1900. | 1910. | 1921. | 1931. | 1948. | 1953. | 1961. | 1971. | 1981. | 1991. | 2001. | 2011. |

Veliko Nabrđe je 1964. brisano iz imenika naselja ( NN, br. 52/64.). Podaci od 1857. do 1961. uključeni su u zbroj za naselje Đakovo jer prilikom brisanja nisu pripojeni nekome od postojećih naselja.